# Bródy Ernő (újságíró)
Bródy Ernő, eredetileg Bródy Arnold, névváltozat: Bródy A. Ernő (Nagyvárad, 1881. május 31. – Budapest, 1945. augusztus 27.) újságíró, lapszerkesztő. Bátyja Bródy Miksa író, újságíró, műfordító.

## Élete
Apja, Bródy Simon híres talmudtudós, anyja Landesberg Kornélia (Retzi) volt. Tanulmányait a csehországi Egerben (mai nevén: Cheb) végezte. Hazatérése után egész fiatalon a Pester Lloyd szerkesztőségének parlamenti tudósítója, majd segédszerkesztője lett. A Magyarországi Tanácsköztársaság alatt a Bécsbe menekült Vészi József főszerkesztő helyére került. 1919-ben, a tanácsköztársaság bukása után Ausztriába emigrált, ahol átvette a Bécsi Magyar Újság szerkesztését. 1921 októberében kilépett a laptól és rövid ideig a III. Internacionálé német nyelvű lapját, az Inprekorr elődjét, az Ausländer Korrespondenzet szerkesztette. Aztán évekig a Die Stunde segédszerkesztője volt. 1936-ban hazatért és ismét a Pester Lloyd szerkesztőségéhez csatlakozott. A felszabadulást már csak nagybetegen érte meg. Halálát szívbénulás, bélhurut okozta.
A Kozma utcai izraelita temetőben helyezték végső nyugalomra.

## Családja
Házastársa Woisetschläger Irma (Ida) (Baden, Ausztria, 1888. május 25. – Budapest, 1968. július 30.) volt, akit 1919. október 27-én Bécsben vett nőül.